# Central receptora de alarmas
Una central receptora de alarmas (CRA), también llamada central de monitoreo, es un centro de control, recepción y monitorización de las señales emitidas por una alarma de seguridad, debido a la activación de un salto de alarma producido por intento de intrusión (cuando el sistema de seguridad está conectado o armado) o por la detección de humo (mediante un detector de humo), entre otros. Tras comprobar que el salto de alarma es real, se procederá a llamar a los dueños de dicho hogar o negocio y a los servicios de emergencia correspondientes (policía, bomberos o paramédicos).

## Servicios
La Central receptora de alarmas es un servicio de 100% garantía. El cual está disponible las 24 horas del día, los 365 días del año. Proporciona unos servicios: 
- Verificación del problema.
- Confirmación del aviso.
- Envío de ayuda.

## Funcionamiento
Cuando una alarma es activada por intrusión entonces las señales son enviadas a una Central Receptora de Alarma a través de una línea telefónica fija o móvil (GSM) donde a su vez la CRA está conectada a una red informática interna donde la información es recibida y analizada.
Una alarma además puede activarse por distintas señales recibidas tales como: 
- SOS
- Agresión
- Sabotaje
- Robo
- Urgencia Médica
- Coacción

Al momento de activarse la alarma por cualquier de las señales emitidas, la CRA deberá de proceder de la manera más adecuada para su verificación y con respecto a lo establecido en el Capítulo II de la Orden INT/316/2011 del 1 de febrero, la cual habla acerca del funcionamiento de los sistemas de alarma en el ámbito de seguridad privada y donde se establece la normativa correspondiente para la comunicación con el servicio policial.
Si la CRA establece comunicación con el usuario o las personas autorizadas, estos proseguirán a solicitar una contraseña previamente establecida. Si la contraseña es dada y es correcta entonces el operador solicitará información sobre la situación del inmueble. En el caso de que no se verifique la contraseña se continuará con el proceso de verificación, todo en relación con los procedimientos establecidos en la orden dicha con anterioridad.

## Verificación
Además de la monitorización, la función principal de una CRA es la verificación de las señales recibidas por parte de los sistemas de seguridad conectados a ella. Existen diferentes tipos de verificación de los señales o saltos de alarma recibidos por una CRA:

### Verificación secuencial
Para la verificación de este tipo es necesario que se activen de forma continua o sucesivamente:
- Tres o más señales de detección diferentes y en un espacio de tiempo que nunca deben sobrepasar los treinta minutos. Si se trata de un sistema de Grado 3 o superior una zona saltada repetida se admitiría.
- En caso de que el sistema cuente con verificación por audio y/o vídeo, el salto en 1 zona permite dar aviso a las autoridades pertinentes, independientemente de que haya fallo de las vías de comunicación.
- Salto en 2 zonas más 1 sabotaje.
- Fallo en las vías de comunicación.
- Pánico, atraco o código de coacción o contraseña de coacción.
- Contraseña errónea estando el usuario presente (si en este caso el usuario no se encuentra en la instalación no se considera confirmada).

### Verificación mediante vídeo
Para la verificación mediante vídeo es necesaria que la alarma sea activada mediante un video sensor o un detector de intrusión, además la cobertura de video deberá ser igual o superior a la de los detectores.

### Verificación mediante audio
Para poder verificar la alarma mediante audio es necesario que el dispositivo pueda almacenar 10 segundos de audio con anterioridad de la activación de la alarma o bien con posterioridad de activación de alarma, todo esto para que pueda ser recibida a la CRA y puedan analizar el audio. También si el dispositivo es capaz de transmitir audio en directo a la CRA en dado caso que se demande.

### Verificación presencial
En este caso si la señal ha sido verificada por cualquier otro método anterior, se enviará a un vigilante (acuda) con las llaves en custodia si se posee. Si la señal no ha podido verificarse; se enviará un acuda si es para exterior y dos si es para interior. Estos deben de ir uniformados, con vehículo rotulado y con medios de comunicación permanente con la CRA.

## Confirmación
Una vez que la alarma es verificada ya sea por cualquiera de los métodos vistos con anterioridad, la alarma procederá a ser confirmada de acuerdo a la ley del Reglamento de Seguridad Privada en su artículo 48. Además de los métodos de verificación vistos, una alarma también podrá ser confirmada si esta es activada voluntariamente, ya sea por pulsador anti atraco, anti rehén o por algún código de coacción.